# Łupek węglowy
Łupek węglowy (łupek węglisty) – skała osadowa bardzo drobnoziarnista, o wyraźnej kierunkowości, często laminowana lub warstwowana. Odmiana łupka ilastego bogata w macerały węgla.
W zależności od pochodzenia i składu petrograficznego wyróżnia się:
- łupki węglowe sapropelowe
- łupki węglowe humusowe